# Liste der Kulturdenkmale in Wöhrden
In der Liste der Kulturdenkmale in Wöhrden sind alle Kulturdenkmale der schleswig-holsteinischen Gemeinde Wöhrden (Kreis Dithmarschen) aufgelistet (Stand: 10. März 2025).

## Legende
In den Spalten befinden sich folgende Informationen:
- Objekt-ID: die Nummer des Kulturdenkmales
- Lage: die Adresse des Kulturdenkmales und die geographischen Koordinaten. Kartenansicht, um Koordinaten zu setzen. In der Kartenansicht sind Kulturdenkmale ohne Koordinaten mit einem roten Marker dargestellt und können in der Karte gesetzt werden. Kulturdenkmale ohne Bild sind mit einem blauen Marker gekennzeichnet, Kulturdenkmale mit Bild mit einem grünen Marker.
- Offizielle Bezeichnung: Bezeichnung des Kulturdenkmales
- Beschreibung: die Beschreibung des Kulturdenkmales
- Bild: ein Bild des Kulturdenkmales

## Sachgesamtheiten
| Objekt-ID      | Lage                                    | Offizielle Bezeichnung | Beschreibung | Bild                             |
| -------------- | --------------------------------------- | ---------------------- | --- | -------------------------------- |
| 40561 Wikidata | Ringstraße (54° 9′ 55″ N, 8° 59′ 52″ O) | Kirche St. Nicolai     | Aktualisierung vorgesehen - Begründung: geschichtlich, künstlerisch, städtebaulich, Kulturlandschaft prägend - Schutzumfang: Kirche St. Nicolai mit Ausstattung, Kirchhof, Baumbestand | weitere Fotos \| Fotos hochladen |

## Bauliche Anlagen
| Objekt-ID     | Lage                                         | Offizielle Bezeichnung             | Beschreibung | Bild                             |
| ------------- | -------------------------------------------- | ---------------------------------- | --- | -------------------------------- |
| 6713 Wikidata | Große Straße 17 (54° 9′ 53″ N, 8° 59′ 55″ O) | Sandsteinportal und Keilsteine     | Alteintragung (Aktualisierung vorgesehen) - Begründung: Alteintragung (Aktualisierung vorgesehen) - Schutzumfang: Alteintragung (Aktualisierung vorgesehen) - Denkmaltyp: Bauliche Anlage                                                                            | weitere Fotos \| Fotos hochladen |
| 3929 Wikidata | Hafenstraße 15 (54° 9′ 53″ N, 8° 59′ 49″ O)  | Wohnhaus                           | Alteintragung (Aktualisierung vorgesehen) - Begründung: Alteintragung (Aktualisierung vorgesehen) - Schutzumfang: Alteintragung (Aktualisierung vorgesehen) - Denkmaltyp: Bauliche Anlage                                                                            | weitere Fotos \| Fotos hochladen |
| 3928 Wikidata | Hafenstraße 17 (54° 9′ 53″ N, 8° 59′ 49″ O)  | Sog. Materialienhaus               | Alteintragung (Aktualisierung vorgesehen) - Begründung: geschichtlich, wissenschaftlich, künstlerisch, städtebaulich - Schutzumfang: gesamtes Objekt - Denkmaltyp: Bauliche Anlage                                                                                   | weitere Fotos \| Fotos hochladen |
| 3930 Wikidata | Ringstraße (54° 9′ 55″ N, 8° 59′ 51″ O)      | Kirche St. Nicolai mit Ausstattung | Die Kirche wurde von 1786 bis 1788 im spätbarocken Stil erbaut. Alteintragung (Aktualisierung vorgesehen) - Begründung: geschichtlich, künstlerisch, städtebaulich - Schutzumfang: gesamtes Objekt - Denkmaltyp: Bauliche Anlage, Sachgesamtheit: Kirche St. Nicolai | weitere Fotos \| Fotos hochladen |
| 3927 Wikidata | Ringstraße 9 (54° 9′ 56″ N, 8° 59′ 51″ O)    | Diakonat von 1733                  | Alteintragung (Aktualisierung vorgesehen) - Begründung: Alteintragung (Aktualisierung vorgesehen) - Schutzumfang: Alteintragung (Aktualisierung vorgesehen) - Denkmaltyp: Bauliche Anlage                                                                            | weitere Fotos \| Fotos hochladen |

## Gründenkmale
| Objekt-ID      | Lage                                    | Offizielle Bezeichnung | Beschreibung | Bild                             |
| -------------- | --------------------------------------- | ---------------------- | --- | -------------------------------- |
| 19631 Wikidata | Ringstraße (54° 9′ 55″ N, 8° 59′ 50″ O) | Kirchhof               | Alteintragung (Aktualisierung vorgesehen) - Begründung: geschichtlich, Kulturlandschaft prägend - Schutzumfang: Kirchhof, Baumbestand - Denkmaltyp: Gründenkmal, Sachgesamtheit: Kirche St. Nicolai | weitere Fotos \| Fotos hochladen |

## Quelle
- Liste der Kulturdenkmale in Schleswig-Holstein – Kreis Dithmarschen (PDF)

- Karte mit allen Koordinaten:
- OSM |
- WikiMap